# Кузнецова, Екатерина Андреевна
Екатерина Андреевна Кузнецова (род. 1 июня 2000, Бендеры, Молдавия) — российская баскетболистка, играющая на позиции форварда.

## Карьера
Воспитанница ивановского баскетбола (тренер - Игорь Сидоркин). В феврале 2016 года уже в 15 лет дебютировала за основной состав «Энергии» в Премьер-Лиге в гостевом матче против «Спарты энд К» (51:78). В том сезоне команда испытывала серьезные финансовые проблемы, из-за которых из нее ушел ряд опытных игроков. Тренеры были вынуждены подтягивать юниорку к матчам. Всего в сезоне 2015/2016 в баскетбольной элите Кузнецова провела за «тигриц» шесть матчей.
После расформирования клуба осталась в Иванове. Вместе с воссозданной «Энергией» прошла путь от Первенства ЦФО до Суперлиги 1. С 2017 года является капитаном команды.
За «Энергию» Кузнецова также успешно выступает в баскетболе 3×3. В 2020 года вместе с Александрой Чупровой, Марией Мартыновой и Ариной Пожиловой она стала вице-чемпионкой России. Через год в составе оранжево-черных Екатерина выиграла серебро в домашнем финале молодежного первенства страны по данному виду спорта. В ноябре 2022 года Кузнецова помогла команде впервые в истории завоевать медаль на Кубке России по баскетболу 3x3, который состоялся в Екатеринбурге. В поединке 1/4 финала против «Находки» из Химок именно ее дальний бросок на последней секунде помог оранжево-черным перевести встречу в овертайм, в котором они добились победы (18:16). По итогам турнира «Энергия» смогла завоевать бронзу.
Перед началом чемпионата 2024/25 гг. Екатерина Кузнецова стала третьим игроком в истории «Энергии», кто провел в ее системе десять сезонов (ее молодежную команду она пополнила в 2014 году, а уже через два года дебютировала за основу).

## Достижения

### Баскетбол
- Серебряный призёр Суперлиги (1): 2024/25.
- Финалист Кубка Д.Я. Берлина (2): 2022[14], 2024[15].

### Баскетбол 3×3
- Серебряный призер чемпионата России (1): 2020.
- Бронзовый призер Кубка России (1): 2022.
- Серебряный призер Первенства России (U-23) (1): 2021.
- Победитель Первенства России (U-19) (1): 2018.
- Бронзовый призер Первенства России (U-19) (1): 2019.